# Rivière Sakiciw
La rivière Sakiciw est un affluent du lac Magnan, coulant dans le territoire de la ville de La Tuque, dans la région administrative de la Mauricie, dans la province au Québec, au Canada.
Cette rivière est située entièrement dans les cantons de Dubois et de Verreau.
La foresterie constitue la principale activité économique de cette vallée ; les activités récréotouristiques, en second. Diverses routes forestières secondaires accommodent les activités récréotouristiques et la foresterie de la rive est du réservoir Gouin. Ces routes forestières se connectent à l'est à la route 451 qui dessert la rive est du réservoir Gouin.
La surface de la rivière Sakiciw est habituellement gelée de la mi-novembre à la fin avril, toutefois la circulation sécuritaire sur la glace se fait généralement du début décembre à la fin de mars. La gestion des eaux au barrage Gouin peut entrainer des variations significatives du niveau de l’eau à l’embouchure particulièrement en fin de l’hiver où l’eau est abaissée en prévision de la fonte printanière.

## Géographie
Les principaux bassins versants voisins de la rivière Sakiciw sont :
- côté nord : ruisseau Verreau, lac Dubois, ruisseau Eastman, ruisseau à l'Eau Claire, lac Ventadour ;
- côté est : ruisseau Barras, ruisseau Townsend, rivière Normandin ;
- côté sud : ruisseau Oskatcickic, rivière Wapous, lac Magnan, lac Déziel ;
- côté ouest : lac Magnan, baie Verreau, lac Mathieu, baie Eskwaskwakamak, lac Omina, lac Kawawiekamak.

La rivière Sakiciw prend naissance à l’embouchure d’un lac non identifié (longueur : 0,6 km ; altitude : 441 m) dans La Tuque. Ce lac de tête est situé à 12,8 km au nord-est de l’embouchure de la rivière Sakiciw et à 3,5 km au sud-est du lac Dubois.
À partir de l’embouchure de ce lac de tête, le cours de la rivière Sakiciw coule entièrement en zone forestière et montagneuse sur 22,4 km en formant un J dont la tête est orientée vers le sud-ouest, selon les segments suivants :
- 2,7 km vers le nord-est notamment en traversant un petit lac (longueur : 1,9 km ; altitude : 435 m) sur sa pleine longueur, puis le lac Day (longueur : 2,1 km ; altitude : 434 m) sur 0,4 km, jusqu’à la rive est du lac Terminal ;
- 2,1 km vers l'ouest en traversant le lac Terminal (altitude : 434 m) sur sa pleine longueur ;
- 6,7 km vers le sud, puis vers l'est en traversant sur 1,3 km le lac des Puces (lequel chevauche les cantons de Dubois et de Verreau) jusqu’à l’embouchure de ce dernier ;
- 4,2 km vers le sud-ouest dans le canton de Verreau en traversant le lac Gordon (longueur : 1,2 km ; altitude : 416 m) sur sa pleine longueur, jusqu’à la décharge (venant de l’est) du lac Étroit ;
- 1,3 km vers le sud-ouest jusqu’à la rive nord du lac Mwakotcictona ;
- 2,9 km en traversant sur 1,8 km le lac Mwakotcictona (longueur : 4,0 km ; altitude : 410 m) et sur 1,1 km le lac Mwakotcicton (longueur : 1,4 km ; altitude : 410 m), jusqu’à l’embouchure de ce dernier ;
- 2,5 km vers le sud-ouest en traversant un petit lac non identifié, jusqu’à l’embouchure de la rivière[2].

La confluence actuelle de la rivière Sakiciw avec le lac Magnan est située à :
- 4,5 km au nord-est de la sortie (côté sud) de la baie Verreau ;
- 22,2 km au nord de la confluence du lac Magnan et du lac Brochu ;
- 34,1 km au nord-est du centre du village de Obedjiwan ;
- 55,7 km au nord-ouest du barrage Gouin ;
- 111,2 km au nord-ouest du centre du village de Wemotaci ;
- 196 km au nord-ouest du centre-ville de La Tuque ;
- 308 km au nord-ouest de l’embouchure de la rivière Saint-Maurice (confluence avec le fleuve Saint-Laurent à Trois-Rivières).

La rivière Sakiciw se déverse dans le canton de Verreau (presqu’à la limite du canton de Magnan) sur la rive est d’une baie non identifiée du lac Magnan. À partir de cette confluence, le courant coule sur 75,4 km selon les segments :
- 22,9 km vers le sud-ouest, en traversant le lac Magnan jusqu’à la confluence avec le lac Bureau ;
- 52,5 km généralement vers le sud-est, en traversant notamment, le lac Brochu et la baie Kikendatch, jusqu’au barrage Gouin.

À partir du pied du barrage Gouin, le courant emprunte la rivière Saint-Maurice jusqu’à Trois-Rivières, où il se déverse dans le fleuve Saint-Laurent.

## Toponymie
Le toponyme rivière Sakiciw a été officialisé le 6 septembre 1984 à la Commission de toponymie du Québec.